# John Adams (Politiker, 1778)

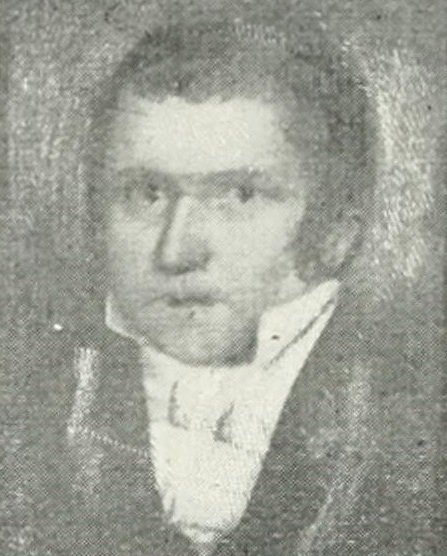
John Adams

John Adams (* 26. August 1778 in Oak Hill, New York; † 25. September 1854 in Catskill, New York) war ein US-amerikanischer Jurist und Politiker. Er vertrat 1815 sowie zwischen 1833 und 1835 den Bundesstaat New York im US-Repräsentantenhaus.

## Leben
John Adams wurde während des Unabhängigkeitskrieges in Oak Hill (Town von Durham) geboren und wuchs dort auf. In dieser Zeit besuchte er Gemeinschaftsschulen und unterrichtete dann in Durham. Adams studierte Jura. Seine Zulassung als Anwalt bekam er 1805 und begann dann in Durham zu praktizieren. Gouverneur Daniel D. Tompkins ernannte ihn 1810 zum Vormundschafts- und Nachlassrichter (surrogate) im Greene County. Adams saß dann in den Jahren 1812 und 1813 in der New York State Assembly.
Als Gegner einer zu starken Zentralregierung schloss er sich in jener Zeit der von Thomas Jefferson gegründeten Demokratisch-Republikanischen Partei an. Bei den Kongresswahlen des Jahres 1814 wurde er im achten Wahlbezirk von New York in das US-Repräsentantenhaus in Washington, D.C. gewählt, wo er am 4. März 1815 die Nachfolge von Samuel Sherwood antrat. Erastus Root focht seine Wahl allerdings wegen eines Formfehlers bei dessen Anmeldung erfolgreich an, so dass Adams nach dem 26. Dezember 1815 aus dem Kongress ausschied. Später schloss er sich der Jacksonian-Fraktion an. Im Jahr 1832 kandidierte er für den 32. Kongress. Nach einer erfolgreichen Wahl trat er am 4. März 1833 die Nachfolge von John King an. Da er auf eine erneute Kandidatur im Jahr 1834 verzichtete, schied er nach dem 3. März 1835 aus dem Kongress aus.
Adams zog nach Catskill, wo er bis zu seinem Tod als Anwalt tätig war. 1835 wurde er zum Direktor der Canajoharie and Catskill Railroad gewählt. Er starb am 25. September 1854 in Catskill und wurde auf dem Thomson Street Cemetery beigesetzt. Sein jüngerer Bruder Platt (1792–1887) gehörte dem Senat von New York an.